# Wójty-Zamoście
Wójty-Zamoście – część miasta Płońska w Polsce, w województwie mazowieckim, w powiecie płońskim. Położona jest  na północny zachód od centrum Płońska, nad rzeką Płonką.
W latach 1867–1954 istniała gmina Wójty Zamoście. Po włączeniu Wójtów-Zamościa do Płońska po I wojnie światowej, siedzibą gminy został Płońsk.
Nazwa Wójty-Zamoście funkcjonowała jeszcze de facto w terminie od 31 grudnia 1959 do 25 lutego 1960 pod postacią gromady Wójty Zamoście.